# Fort St. John Airport

i7
i11
i13
Fort St. John Airport ist ein Regionalflughafen in der Nähe der Stadt Fort St. John in der kanadischen Provinz British Columbia. Er ist ganzjährig 24 Stunden rund um die Uhr geöffnet. Es gibt keine Flug- oder Lärmbeschränkungen. Er liegt in der Zeitzone UTC-8 (DST-7).

## Geschichte
Der Flughafen wurde im Frühling 1940 in Betrieb genommen. Er profitierte vom Eintritt der USA in den Zweiten Weltkrieg und wurde als Zwischenstation für Flüge nach Alaska ausgebaut. Der ursprüngliche ältere Teil des Flughafens wurde 1943 stillgelegt. Am Ende des Krieges übernahm Kanada die neu errichteten Gebäude von den amerikanischen Streitkräften. Der North Peace Airport, wie er auch genannt wird, wurde 1951 vom kanadischen Verkehrsministerium übernommen. Betreiber des Flughafens ist seit 1977 die North Peace Airport Services Ltd.

Flughafen Layout

## Start- und Landebahn
Beim Anflug auf den Flughafen stehen folgende Navigations- und Landehilfen zur Verfügung: NDB, VOR / DME, ILS
- Landebahn 11/29, Länge 2106 m, Breite 46 m, Asphalt;[2]
- Landebahn 02/20, Länge 2042 m, Breite 61 m, Asphalt.[2]

Die Bahn 02/20 fällt nach Südwesten ab (nordöstliches Ende: 2279 ft Elev; südwestliches Ende: 2211 ft Elev).
Die beiden Start- und Landebahnen sind im rechten Winkel zueinander angelegt.

## Service
Am Flughafen sind folgende Flugbenzinsorten erhältlich:
- AvGas  (100LL)
- Kerosin (Jet A-1)

## Am Flughafen
Im Terminal gibt es 8 Check-in-Schalter, 3 Gates, 1 Gepäckband, 50 Kurzzeit- und 160 Langzeitparkplätze.
Es existieren 3 Standplätze für Flugzeuge.

## Flugverbindungen und Flugziele
Der Flughafen wird angeflogen von Air Canada, Air Canada Jazz (Vancouver), Central Mountain Air (Dawson Creek, Edmonton, Fort Nelson, Prince George). Am Flughafen gibt es bei North Cariboo Air die Möglichkeit, Charterflüge zu buchen.